# Pygiptila
Pygiptila is een geslacht van vogels uit de familie Thamnophilidae. Het geslacht telt één soort:
- Pygiptila stellaris  –  Vlekvleugelmierklauwier